# Ánima lisa

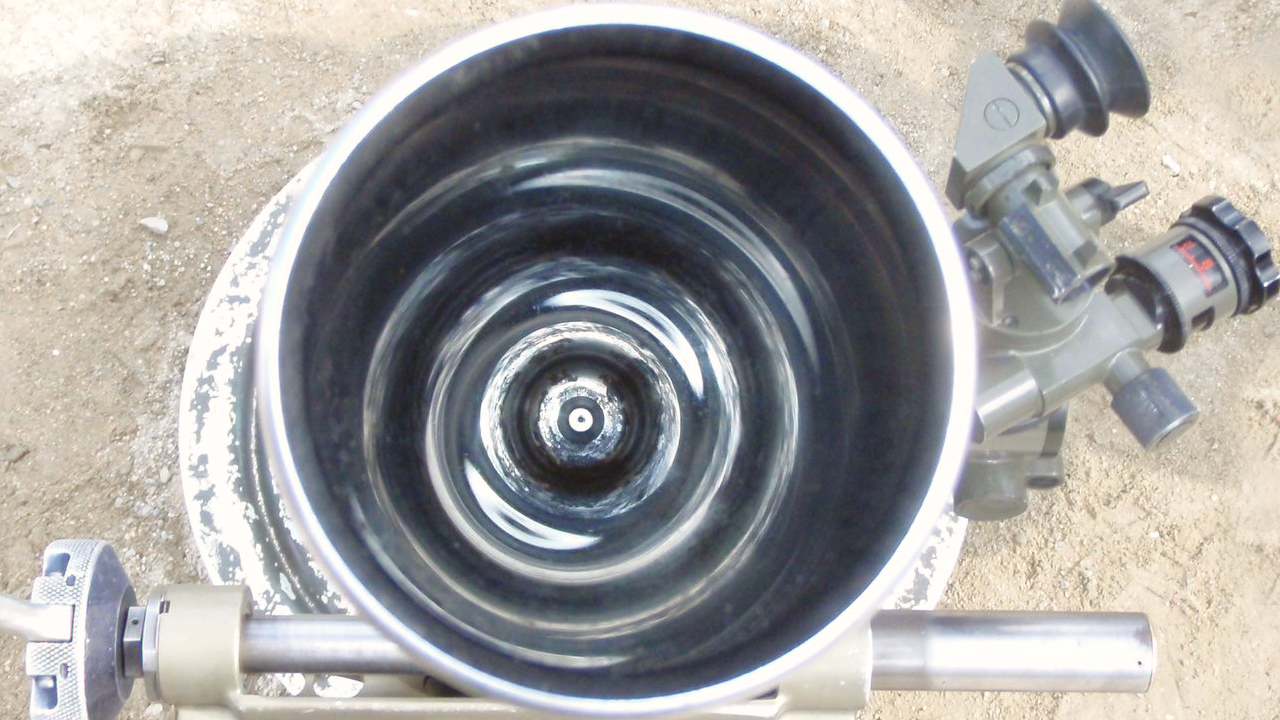
Un mortero L16 de 81 mm de ánima lisa.

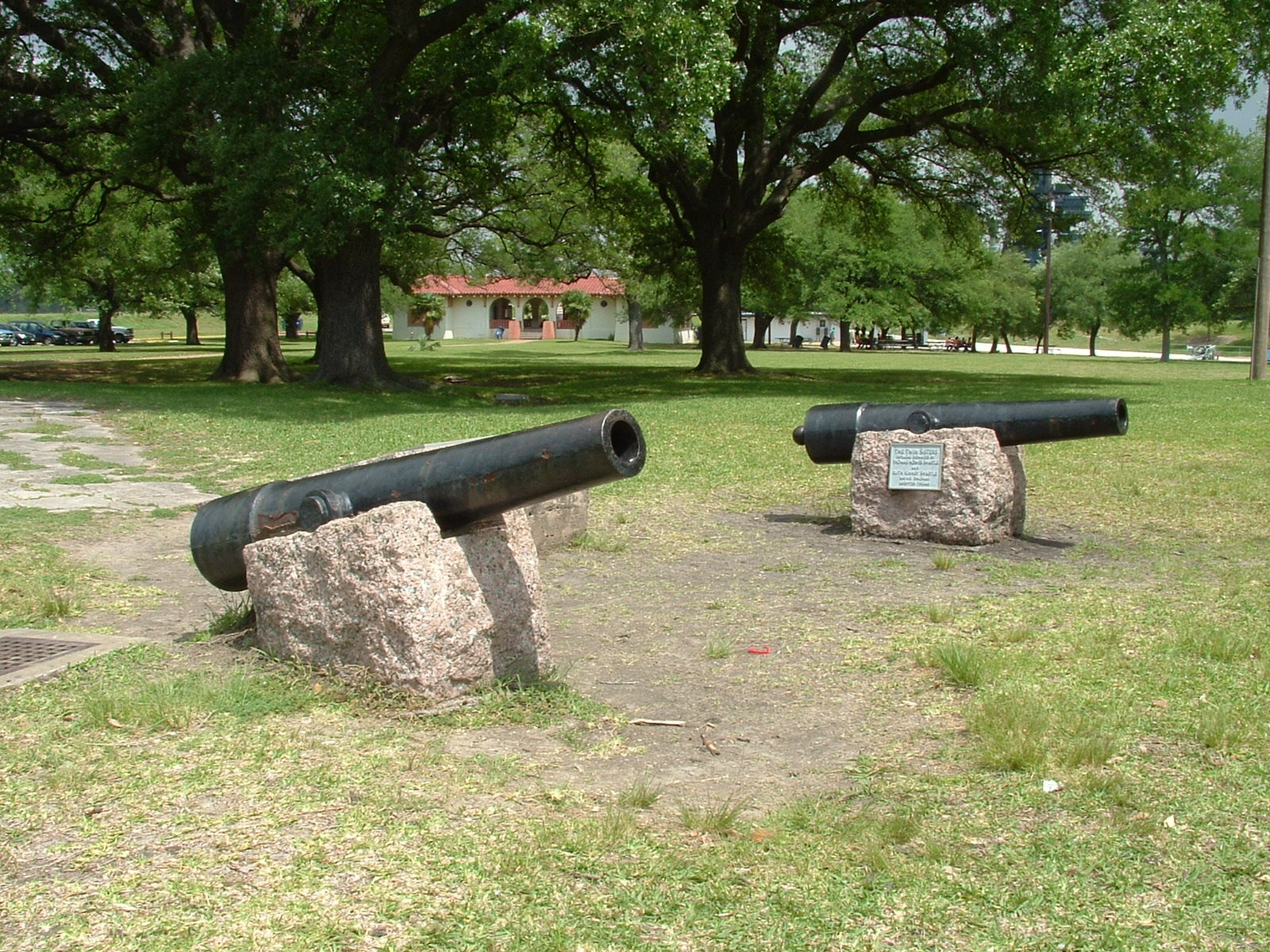
Cañones de ánima lisa.

Ánima lisa (en ocasiones referido con la voz en inglés smoothbore) se refiere al interior del cañón de un arma de fuego que no tiene estrías.

## Historia de las armas de fuego y las estrías
Las primeras armas de fuego tenían el interior del cañón liso, y los proyectiles eran disparados sin un giro significativo. Estos proyectiles debían ser de formas estables, tales como flechas o esferas aletadas, para evitar que el vuelo fuera demasiado corto por su inestabilidad. Sin embargo, las balas esféricas tienden a rotar aleatoriamente durante el vuelo, con la consecuencia de que incluso una esfera relativamente lisa tuviera un vuelo corto al rotar en cualquier eje no paralelo a la dirección del trayecto.
Las estrías imparten un sentido de rotación al proyectil, que lo estabiliza y evita que caiga. Esto consigue dos cosas:
- 1. Aumenta la exactitud del proyectil eliminando la deriva al azar debido al efecto giroscópico.
- 2. Permite balas de formas más alargadas y más pesadas, siendo utilizables en cañones del mismo diámetro, lo que implica un mayor alcance con el mismo calibre.

En el siglo XVIII, el arma regular de la infantería era el mosquete de ánima lisa; en el siglo XIX, los fusiles de ánima rayada se hicieron habituales, aumentando perceptiblemente la potencia y el alcance de las armas.

## Armas de ánima lisa modernas
Algunas armas de fuego todavía se fabrican con ánima lisa. La más común es la escopeta. El disparar proyectiles múltiples, no-coaxiales, con un cañón de ánima rayada daría lugar a un patrón en forma de "O", con una extensión muy rápida, conduciendo a una alta densidad de proyectiles en la periferia, y a una densidad baja de proyectiles en el interior. Mientras que esto puede ser aceptable en alcances cercanos, no es deseable en alcances más largos, donde un patrón concentrado y constante es necesario para maximizar la probabilidad de impactar al blanco. 
Para penetrar la gruesa armadura de los vehículos acorazados modernos, se necesita un proyectil muy largo, fino y con alta energía cinética. Cuanto más largo sea el proyectil en proporción a su diámetro, más alta es la probabilidad de que se desestabilice, por lo que es necesario estabilizarlo. El rayado del ánima del cañón puede estabilizar únicamente proyectiles con un cierto cociente entre la longitud y su diámetro, y estos proyectiles modernos son demasiado largos.
Esta clase de proyectiles tienen forma de dardo, usando las aletas para la estabilización, el rayado del ánima no es necesario y su existencia degradaría la exactitud de un proyectil con aletas. Debido al aumento del uso de los proyectiles cinéticos, altamente eficaces para penetrar el blindaje de los tanques, muchos tanques modernos poseen cañones de ánima lisa. La Armada de Rusia también experimentó con cañones de grueso calibre de ánima lisa, pero a causa de los altos costes pararon el proyecto. 
La evolución de los cañones de los tanques también ha mostrado ser apta para armas más pequeñas. Un ejemplo singular es el programa estadounidense "Fusil de Combate Avanzado" (ACR, acrónimo de advanced combat rifle). Los fusiles ACR utilizan cañones de ánima lisa para disparar proyectiles tipo flecha únicos o múltiples por disparo, en lugar de las tradicionales balas, para proporcionar un largo alcance, una trayectoria plana y capacidades de perforación de blindaje al igual que los proyectiles cinéticos para los tanques. Este tipo de munición es demasiado largo y fino para poder ser estabilizado por el rayado del cañón, a consecuencia de lo cual se realiza mejor en un cañón de ánima lisa. El programa ACR fue abandonado debido a problemas de fiabilidad y a una pobre balística. Otra arma de ánima lisa en uso es el arma antidisturbios de 37 mm. Estas se utilizan en alcances cortos contra grupos de gente, por lo que no requieren un alto grado de exactitud. 
Los morteros son a menudo de ánima lisa, puesto que:
- a) el proyectil cae por la fuerza de gravedad
- b) un cañón liso hace que el proyectil sea más fácil y rápido de cargar.

Los morteros de ánima lisa utilizan proyectiles estabilizados por aletas.